# Mélina Robert-Michon
Mélina Robert-Michon, född den 18 juli 1979 i Voiron i Isère i Frankrike, är en friidrottare som tävlar i diskuskastning.
Robert-Michon har deltagit i fem olympiska spel. Bästa resultat kom vid Olympiska sommarspelen 2016 då hon vid 37 års ålder slutade tvåa efter ett kast på 66,73 meter, vilket var nytt franskt rekord. 
I VM-sammanhang har hon varit i final fem gånger och bästa resultat kom vid VM 2013 i Moskva då hon tog silver efter ett kast på 66,28 meter.

## Personliga rekord
- Diskuskastning - 66,73 meter från 2016